# The Open Door
Albums de Evanescence
Anywhere But Home Evanescence
(2011)
Singles
1. Call Me When You're Sober
Sortie : 20 juillet 2006
2. Lithium
Sortie : 1 janvier 2007
3. Sweet Sacrifice
Sortie : 25 mai 2007
4. Good Enough
Sortie : 15 août 2007

The Open Door, sorti le 25 septembre 2006, est le deuxième album du groupe de rock alternatif américain Evanescence.
Suivant l'immense succès de Fallen, vendu à 15 millions d'exemplaires dans le monde, The Open Door est un album bien plus prometteur que Fallen, dû au départ du groupe du guitariste Ben Moody et à des compositions plus personnelles et toutes nouvelles de la chanteuse Amy Lee, contrairement à Fallen qui reprenait les titres démos du groupe.

## Production et sortie
The Open Door est le premier album d'Evanescence dont Ben Moody ne fait pas partie, celui-ci ayant quitté le groupe en 2003 pour poursuivre une carrière solo. Moody est remplacé par Terry Balsamo du groupe Cold. Dans une interview, la chanteuse du groupe, Amy Lee, déclare que Terry Balsamo est le parfait partenaire pour écrire des chansons. Elle ajoute qu'avec le départ de Moody, elle se sent enfin libre d'appliquer sa créativité sur ses chansons, d'où le titre The Open Door (Littéralement « La porte ouverte », dans la référence à la 12e chanson de l'album, All That I'm Living For).
Evanescence a été longuement critiqué pour son retard à lancer ce nouvel album. Amy Lee a attribué ce retard aux nombreux problèmes auxquels a dû faire face le groupe avec le départ de Ben Moody, le renvoi et les poursuites judiciaires contre leur ancien manager, les problèmes de santé de Terry Balsamo et le départ de Will Boyd, qui voulait passer plus de temps avec sa famille plutôt que de partir en tournée. Lee a également déclaré ne pas vouloir sortir un nouvel album trop rapidement, préférant attendre d'être prête pour une nouvelle aventure.
L'album comporte treize chansons, avec pour premier single Call Me When You're Sober et Lithium pour le second. Amy Lee révèle que la chanson Good Enough est très différente des chansons de Fallen, car elle est bien plus positive. Une chanson, rejetée pour Le Monde de Narnia (The Chronicles Of Narnia), a finalement été reprise pour introduction de Good Enough. Quelques chansons de l'album sont accompagnées d'une chorale, dont Lacrymosa, chanson calquée sur le Lacrimosa du Requiem de Mozart (KV 626). La chanson All That I'm Living For est coécrite par Troy McLawhorn. De plus, tout comme ce fut le cas avec la chanson Hello sur l'album Fallen, Like You est une chanson hommage à la sœur d'Amy Lee, morte à trois ans d'une maladie infantile, lorsque Amy avait six ans.
À la suite de la sortie de l'album (qui à pratiquement atteint les 800 000 exemplaires dès la première semaine), Evanescence entame une tournée mondiale, en passant à Paris le 8 novembre à l'Olympia de Paris.

## Liste des titres
| No  | Titre                     | Auteur                 | Durée |
| --- | ------------------------- | ---------------------- | ----- |
| 1.  | Sweet Sacrifice           | Amy Lee, Terry Balsamo | 3:05  |
| 2.  | Call Me When You're Sober | Lee, Balsamo           | 3:34  |
| 3.  | Weight of the World       | Lee, Balsamo           | 3:37  |
| 4.  | Lithium                   | Lee                    | 3:44  |
| 5.  | Cloud Nine                | Lee, Balsamo           | 4:22  |
| 6.  | Snow White Queen          | Lee, Balsamo           | 4:22  |
| 7.  | Lacrymosa                 | Lee, Balsamo           | 3:37  |
| 8.  | Like You                  | Lee                    | 4:16  |
| 9.  | Lose Control              | Lee, Balsamo           | 4:50  |
| 10. | The Only One              | Lee, Balsamo           | 4:40  |
| 11. | Your Star                 | Lee, Balsamo           | 4:43  |
| 12. | All That I'm Living For   | Lee, Troy McLawhorn    | 3:48  |
| 13. | Good Enough               | Lee                    | 5:32  |

- L'album fut accompagné du titre bonus inédit The Last Song I'm Wasting on You pour toutes les commandes sur des sites de téléchargement musical.

## Musiciens
- Amy Lee: chant, piano, programmation
- Terry Balsamo: guitares
- Troy McLawhorn: guitares, programmation
- Tim McCord: basse
- Will Hunt: batterie, percussion

## Charts et certifications
| Pays                            | Durée du classement | Meilleur classement |
| ------------------------------- | ------------------- | ------------------- |
| Allemagne                       | 26 semaines         | 1er                 |
| Australie                       | 25 semaines         | 1er                 |
| Autriche                        | 25 semaines         | 2e                  |
| Belgique (W)                    | 30 semaines         | 4e                  |
| Belgique (V)                    | 32 semaines         | 9e                  |
| Canada                          | 5 semaines          | 2e                  |
| Danemark                        | 6 semaines          | 5e                  |
| États-Unis (Billboard 200)      | 48 semaines         | 1er                 |
| États-Unis (Top Rock Albums)    | 26 semaines         | 1er                 |
| Finlande                        | 11 semaines         | 5e                  |
| France                          | 44 semaines         | 2e                  |
| Italie                          | 31 semaines         | 2e                  |
| Mexique                         | 4 semaines          | 76e                 |
| Norvège                         | 7 semaines          | 33e                 |
| Nouvelle-Zélande                | 22 semaines         | 2e                  |
| Pays-Bas                        | 15 semaines         | 2e                  |
| Portugal                        | 13 semaines         | 2e                  |
| Royaume-Uni (UK Albums Chart)   | 20 semaines         | 2e                  |
| Royaume-Uni (UK Rock and Metal) | -                   | 1er                 |
| Suède                           | 8 semaines          | 2e                  |
| Suisse                          | 26 semaines         | 1er                 |

| Pays             | Certification | Ventes     | Date       |
| ---------------- | ------------- | ---------- | ---------- |
| Allemagne        | Or            | 100 000 +  | 2006       |
| Australie        | 2 × Platine   | 140 000 +  | 2007       |
| Autriche         | Or            | 15 000 +   | 07/11/2006 |
| Belgique         | Or            | 20 000 +   | 18/12/2006 |
| Canada           | 2 × Platine   | 200 000 +  | 08/12/2006 |
| États-Unis       | 2 × Platine   | 2 000 000+ | 24/06/2009 |
| France           | Or            | 75 000 +   | 2006       |
| Nouvelle-Zélande | Platine       | 15 000 +   | 30/10/2006 |
| Royaume-Uni      | Platine       | 300 000 +  | 22/07/2013 |
| Suisse           | Platine       | 30 000 +   | 2006       |

### Charts singles
| Année | Chart                   | Durée du classement | Position |
| ----- | ----------------------- | ------------------- | -------- |
| 2006  | Hot 100                 | 22 semaines         | 10e      |
| 2006  | Mainstream Rock Tracks  | 25 semaines         | 5e       |
| 2006  | Alternative Songs       | 23 semaines         | 4e       |
| 2006  | UK Singles Chart        | 9 semaines          | 4e       |
| 2006  | Single Top 100          | 9 semaines          | 13e      |
| 2006  | ARIA Charts             | 19 semaines         | 5e       |
| 2006  | Ö3 Austria Top 40       | 15 semaines         | 7e       |
| 2006  | Suomen virallinen lista | 2 semaines          | 7e       |
| 2006  | Top 100                 | 17 semaines         | 20e      |
| 2006  | FIMI                    | 23 semaines         | 3e       |
| 2006  | VG-lista                | 1 semaine           | 15e      |
| 2006  | RMNZ Singles Top40      | 18 semaines         | 3e       |
| 2006  | Mega Top 50             | 9 semaines          | 27e      |
| 2006  | Sverigetopplistan       | 7 semaines          | 23e      |
| 2006  | Schweizer Hitparade     | 13 semaines         | 6e       |

| Année | Chart                  | Durée du classement | Position |
| ----- | ---------------------- | ------------------- | -------- |
| 2007  | Mainstream Rock Tracks | 4 semaines          | 39e      |
| 2007  | Alternative Songs      | 3 semaines          | 37e      |
| 2007  | UK Singles Chart       | 2 semaines          | 32e      |
| 2007  | Single Top 100         | 9 semaines          | 44e      |
| 2007  | ARIA Charts            | 8 semaines          | 26e      |
| 2007  | Ö3 Austria Top 40      | 6 semaines          | 41e      |
| 2007  | FIMI                   | 10 semaines         | 2e       |
| 2007  | Singles Top40          | 6 semaines          | 16e      |
| 2007  | Mega Top 50            | 6 semaines          | 55e      |
| 2007  | Sverigetopplistan      | 2 semaines          | 23e      |
| 2007  | Schweizer Hitparade    | 12 semaines         | 40e      |

| Année | Chart                  | Durée du classement | Position |
| ----- | ---------------------- | ------------------- | -------- |
| 2007  | Mainstream Rock Tracks | 15 semaines         | 24e      |
| 2007  | Single Top 100         | 4 semaines          | 75e      |